# Комишево
Комише́во (рос. Камышево) — село у складі Білоярського міського округу Свердловської області.
Населення — 1066 осіб (2010, 1186 у 2002).
Національний склад станом на 2002 рік: росіяни — 94 %.